# Национална продоволствена компания
Националната продоволствена компания (на португалски: Companhia Nacional de Abastecimento, CONAB) e бразилско държавно предприятие и независим федерален орган към Министерството на аграрното развитие.
Отговаря за производството и снабдяването с хранителни продукти. Компанията е основана през 1990 г. след сливането на 3 предприятия – Бразилска компания за храните (Cobal), Компания за финансиране на производството (CFP), Бразилска компания за складовете (Cibrazem). Главната квартира на CONAB се намира в столицата Бразилия.
Основна задача на CONAB е да управлява доставките на хранителни продукти за задоволяване нуждите на населението. Освен това компанията осигурява съхранението и класифицирането на селскостопанските продукти и извършва проучвания с цел информиране, анализ и задоволяване основните нужди от хранителни продукти на населението. CONAB е и основен социален партньор в набирането на средства за реализирането на правителствената програма за борба срещу глада, наречена „Нула глад“.
До януари 2023 г. принципал на CONAB e Министерството на земеделието. По време на втория мандат на Лула да Силва компанията преминава под управлението на Министерството на аграрното развитие.